# Monica Comegna
Monica Carmen Comegna (Casoli, 5 marzo 1980 – Lanciano, 2 febbraio 2023) è stata un'attrice italiana.

## Biografia
Nata e cresciuta in Abruzzo, Monica Comegna si trasferì a Roma per intraprendere studi di recitazione. La sua carriera cominciò nel 1999 con un ruolo nella pellicola Terrarossa, uscita nelle sale due anni più tardi. Sul grande schermo apparve altre 4 volte, recitando tra l'altro nel cast internazionale di South Kensington, e ricoprendo il ruolo della protagonista Valentina in Ascolta la canzone del vento, film presentato in anteprima al Festival di Cannes (2003).
Sul piccolo schermo debuttò nel 2002 con la serie televisiva corale Stiamo bene insieme, nel ruolo di Rocchina, una studentessa universitaria. Prese inoltre parte a un episodio della terza stagione di Don Matteo e, ultimo ruolo per la televisione, a un episodio di R.I.S. - Delitti imperfetti, nella quarta stagione (2008).
Il 20 gennaio 2023 il treno Roma-Pescara, su cui Monica Comegna stava viaggiando per andare a trovare i genitori, si fermò a causa di uno smottamento dovuto al maltempo; l'attrice prese un grave raffreddamento e fu poi colpita da febbre molto alta. Dopo il ricovero in ospedale a Lanciano, le sue condizioni peggiorarono progressivamente fino alla morte, sopravvenuta il 2 febbraio.

## Filmografia

### Cinema
- Terrarossa, regia di Giorgio Molteni (2001)
- Quello che cerchi, regia di Marco Simon Puccioni (2001)
- South Kensington, regia di Carlo Vanzina (2001)
- Piovono mucche, regia di Luca Vendruscolo (2002)
- Ascolta la canzone del vento, regia di Matteo Petrucci (2003)

### Televisione
- Stiamo bene insieme (2002) - Serie TV
- L'altra donna, regia di Anna Negri (2002) - Film TV
- Don Matteo, episodio 03x13 (2002) - Serie TV
- Una famiglia per caso, regia di Camilla Costanzo e Alessio Cremonini (2003) - Film TV
- Diritto di difesa (2004) - Serie TV
- La buona battaglia - Don Pietro Pappagallo, regia di Gianfranco Albano (2006) - Miniserie TV
- R.I.S. - Delitti imperfetti, episodio 4x10 (2008) - Serie TV